# Sarothrias dimerus
Sarothrias dimerus is een keversoort uit de familie Jacobsoniidae. De wetenschappelijke naam van de soort is voor het eerst geldig gepubliceerd in 1926 door Heller.